# Касстывош
Касстывош (устар. Косты-Вож) — река в России, протекает по Надымскому району Ямало-Ненецкого АО. Устье реки находится в 32 км по правому берегу реки Вон-Лонгъёхан. Длина реки составляет 57 км.
Вытекает из малого безымянного озера на высоте 107,1 м над уровнем моря. Высота устья — 57 м нум.

## Притоки
- 7 км: река без названия
- 21 км: река Авкапежаншор
- 29,3 км: река Лысмыльк
- 29,8 км: река без названия
- 39 км: река Чернятывош[5]

## Данные водного реестра
По данным государственного водного реестра России относится к Нижнеобскому бассейновому округу, водохозяйственный участок реки — Надым. Речной бассейн реки — Надым.
Код объекта в государственном водном реестре — 15030000112115300050385.